# Condado de Luce
El condado de Luce (en inglés: Luce County), fundado en 1887, es un condado del estado estadounidense de Míchigan. En el año 2000 tenía una población de 7.024 habitantes con una densidad de población de 3 personas por km². La sede del condado es Newberry.

## Geografía
Según la oficina del censo el condado tiene una superficie total de 4952 km² (1912,0 mi²), de los que 2339 km² (903,1 mi²) son tierra y 2613 km² (1008,9 mi²) (52,76%) son agua. Tiene su costa en el lago Superior.

## Condados adyacentes
- Condado de Chippewa - este
- Condado de Mackinac - sur
- Condado de Schoolcraft - suroeste
- Condado de Alger - oeste

### Principales carreteras y autopistas
- Carretera estatal 28
- Carretera estatal 117
- Carretera estatal 123
- Carretera del condado 33
- Carretera del condado 37
- Carretera del condado 44
- Carretera del condado 58

## Demografía
Según el censo del 2000 la renta per cápita media de los habitantes del condado era de 32.031 dólares y el ingreso medio de una familia era de 36.359 dólares. En el año 2000 los hombres tenían unos ingresos anuales 31.427 dólares frente a los 21.101 dólares que percibían las mujeres. El ingreso por habitante era de 16.828 dólares y alrededor de un 14,90% de la población estaba bajo el umbral de pobreza nacional.

## Lugares

### Villa
- Newberry

### Municipios
- Municipio de Columbus
- Municipio de Lakefield
- Municipio de McMillan
- Municipio de Pentland